# Лейтенантская проза

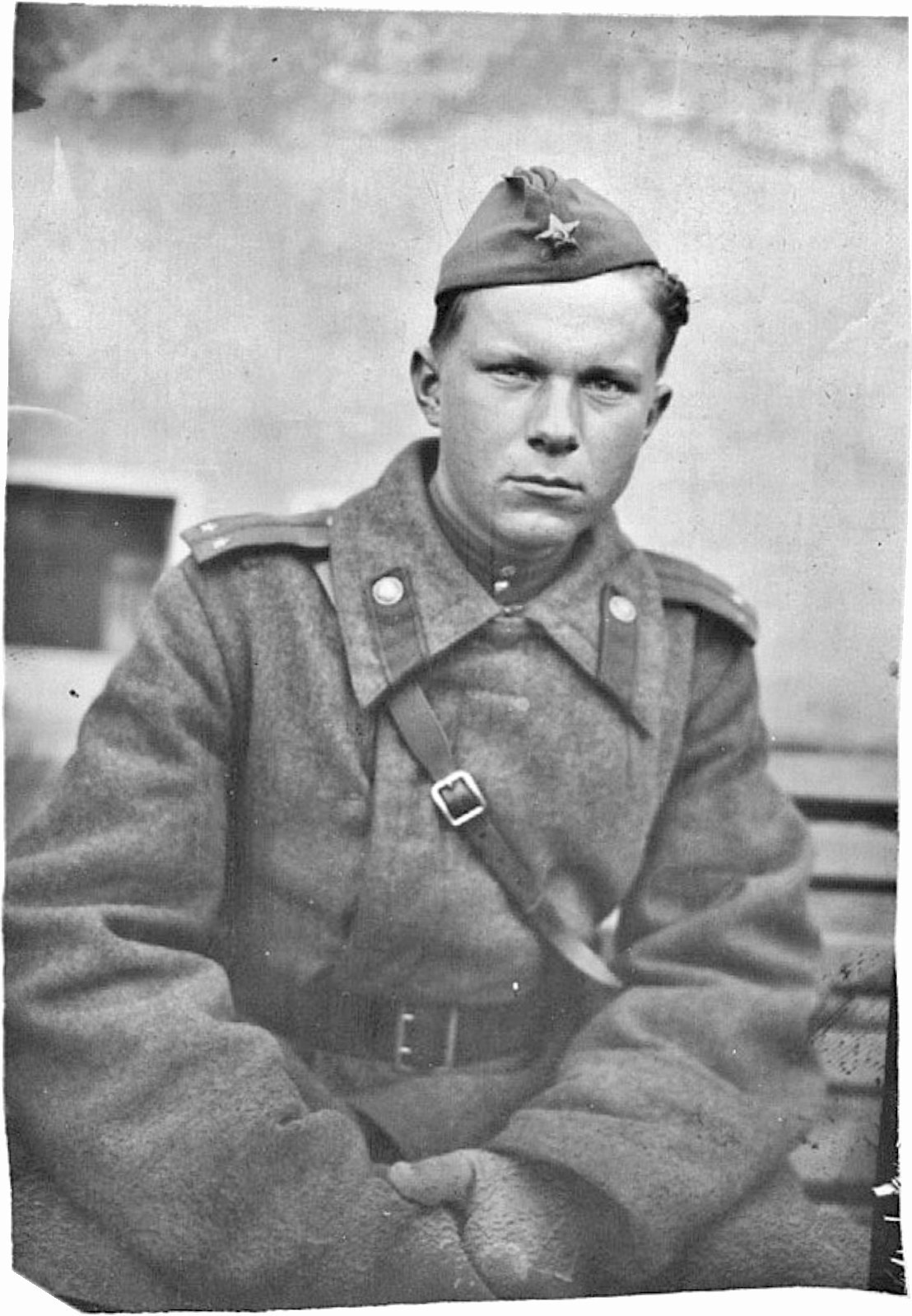
Лейтенант Василь Быков на фронте, Румыния, 1944 год

«Лейтена́нтская про́за» — термин, введённый для описания произведений, созданных писателями советского периода, лично прошедшими Великую Отечественную войну в звании младших офицеров, при этом звания от лейтенанта до капитана были "старшими офицерами", от майора до полковника - "штаб-офицерами".
Традиции «лейтенантской прозы» — обращение авторов к собственному фронтовому опыту, интерес к личности, попавшей на войну, личностный конфликт, предельная правдивость, специфическая форма автобиографизма — главными героями «лейтенантской прозы» часто (хотя и не всегда) становились те же младшие офицеры. «Лейтенантская проза» входит в состав «военной прозы».
К основным представителям «лейтенантской прозы» относят Виктора Некрасова, Григория Бакланова, Юрия Бондарева, Василя Быкова, Бориса Васильева, Константина Воробьёва, Вячеслава Кондратьева, Виктора Курочкина, Владимира Богомолова.

## История
В 1940—1950-е годы в советской литературе сложилась традиция героизации Великой Отечественной войны. При этом места для показа трагических аспектов войны почти не оставалось.
В 1946 году в журнале «Знамя» была опубликована повесть писателя-фронтовика Виктора Некрасова «В окопах Сталинграда», которая рисовала войну совсем с другой стороны. Перед читателем предстают военные будни, быт простых солдат, их негромкий героизм, их суждения о войне, об отступлении и победе. Повествование ведётся от первого лица, это своего рода дневник участника войны. Повесть получила живой отклик читателей. После её прочтения Иосифом Сталиным Виктор Некрасов получил в 1947 году Сталинскую премию 2-й степени. Но вскоре из-за ужесточения государственной политики повесть была запрещена.
Начавшаяся «оттепель» дала возможность для публикации «окопной» правды. Тогда были напечатаны произведения писателей-фронтовиков: Юрия Бондарева: «Батальоны просят огня» (1957), «Последние залпы» (1959); Григория Бакланова «Южнее главного удара» (1957), «Пядь земли» (1959), «Мертвые сраму не имут» (1961), Василя Быкова: «Журавлиный крик» (1961), «Третья ракета» (1962), Константина Воробьёва: «Крик» (1962), «Убиты под Москвой» (1963), Виктора Курочкина: «На войне как на войне» (1965).
Это предопределило появление течения в русской литературе, названного «литературой лейтенантов» или «лейтенантской прозой».

## Жанровые и стилистические особенности
Авторы «лейтенантской прозы» чаще всего использовали жанр повести.
Форма произведений простая, строгая. Она, по выражению Василя Быкова, чуждалась «псевдоромантики, псевдолиризма, стилевых изысков, иллюстративности», требовала от писателя «максимального углубления в социальность, нелицеприятного реализма», была особенно чувствительной к фальши, требовала высокого литературного мастерства.
В «лейтенантской прозе» война показана с самого близкого расстояния. Огромную роль в повествовании играет описание подробностей и деталей.
Подвиг часто изображён «повседневнее, индивидуальнее, незаметнее, как бы „меньше“ и „тише“ своего эталонного образца». По мнению Игоря Дедкова,

«именно через такой подвиг писатель показывает будничные героические усилия народа, глубочайшую нравственность его существования в трагических обстоятельствах конкретного времени и конкретного малого пространства. Его выстаивающую, побеждающую человечность».

Снятие или снижение пафоса при изображении войны в «лейтенантской прозе» не приводит к снижению драматизма, который может усиливаться до трагедийной силы.
Линия конфликта смещена с линии фронта на линию столкновения и противостояния между своими.
«Лейтенантская проза» продолжила традицию изображения войны, заложенную прежде всего Л. Н. Толстым. Её эстетические и этические принципы оказали влияние на литературный процесс второй половины XX — начала XXI века. В частности, «лейтенантская проза» сформировала представление о том, что писатель не имеет морального права писать о войне, если он сам не воевал. Показателен конфликт вокруг романа о чеченской войне «Асан» (2008—2009) невоевавшего писателя Владимира Маканина. Роман подвергся критике писателей, прошедших войну в Чечне: Аркадия Бабченко, Александра Карасёва, Захара Прилепина.

## Критика
Достоверность «лейтенантской прозы» толковалась в критике в том числе и негативно. Из-за предельной достоверности произведения писателей-фронтовиков часто зачисляли в разряд мемуарной литературы, называли «собственными фронтовыми биографиями авторов», утверждали, что кругозор авторов ограничен всего только «полем зрения отдельного солдата или офицера, прижатого к земле огнём вражеского пулемёта или выносящего с нейтральной полосы раненого товарища». В литературно-критическом обиходе получили хождение термины «окопная правда», «солдатская правда», «правда масштабная» и т. п. Авторы «лейтенантской прозы» критиковались за «дегероизацию подвига».
Юрий Бондарев, реагируя на критические замечания, заявил, что ему «до сих пор непонятны снисходительно-барственные суждения некоторых критиков о „взгляде из солдатского окопа“, об узости и ограниченности кругозора насмерть сражающихся на каком-нибудь плацдарме, как будто наши солдаты и офицеры не концентрировали в себе политическую и нравственную силу народа, как будто мужественные и лаконичные „Севастопольские рассказы“ Льва Толстого не вобрали в себя всю суровую сущность Крымской войны, бесподобного подвига и не проложили путь к непревзойденному мировому шедевру „Война и мир“».